# 천안공업대학
천안공업대학(天安工業大學)은 대한민국 충청남도 천안시에 있었던 공업계 국립 전문대학이다. 2005년 공주대학교와 통합되어 공주대학교 공과대학이 되었다.

## 연혁
- 1972년 천안공업전문학교 설립
- 1979년 천안공업전문대학으로 개편
- 1982년 국립으로 이관
- 1999년 천안공업대학으로 교명 변경
- 2005년 공주대학교에 통합되어 공주대학교 공과대학으로 개편

## 같이 보기
- 대한민국의 교육